# Le Pré aux clercs (opéra-comique)
Pour l’article homonyme, voir Pré-aux-Clercs.
Personnages
Le Pré aux clercs est un opéra-comique en trois actes de Louis-Joseph-Ferdinand Hérold sur un livret d'Eugène de Planard, basé sur la Chronique du temps de Charles IX de Prosper Mérimée (1829). La première représentation eut lieu à Paris le 15 décembre 1832, à l'Opéra-Comique.

## Création

### Contexte
En 1832, Paris est frappée par le choléra ; le contexte politique est agité, entre les changements incessants de gouvernement à la suite des Trois Glorieuses en 1830, les rumeurs de complot et le complot bien réel de la duchesse de Berry. L'Opéra Comique n'est pas en reste et doit déménager de la salle Ventadour à la salle des Nouveautés, plus petite et moins coûteuse.
Le directeur d'alors, Émile Laurent, demande alors aux députés une nouvelle salle en interpellant la Chambre : « L'opéra-comique est une création toute français, un genre de spectacle qui réunit l’intérêt du drame au charme des compositions lyriques. Tour à tour national, impérial ou royal, l'Opéra Comique a toujours été compris au nombre des grands théâtres devant concourir à la répartition des fonds appliqués par l'État à soutenir les établissements dramatiques. La Chambre, jalouse de conserver à la France cette suprématie dans les arts que les étrangers eux-mêmes se plaisent à reconnaître, ne voudra sans doute pas priver la capitale d'un genre vraiment français.  La chute de l'Opéra Comique entraînerait  celle du Conservatoire et de l'école de musique à Rome, où nos jeunes compositeurs prennent des leçons de grands maîtres. La plupart des théâtres de province qui ne soutiennent que par le répertoire de l'Opéra Comique seraient bientôt fermés... ».
L’opéra est créé le 15 décembre 1832. Quelques jours avant, la diva qui devait jouer le rôle principal fait défection. C’est Julie Dorus, de l’opéra, qui est prêtée par son directeur Véron, qui tient la scène le soir de la première après avoir appris le rôle en cinq jours.

## Livret
Juste après les journées révolutionnaires de juillet 1830, la France, entrée dans la monarchie de Juillet, est encore en émoi. Suivant sa tradition, et pour éviter les conflits avec le pouvoir, la scène lyrique parisienne ne traite pas le sujet politique de manière frontale mais l'opéra-comique de Hérold propose cette intrigue sur le fond du conflit qui débuta le jour du massacre des protestants lors de la Saint-Barthélemy (25 août 1572). Le livret d'Eugène de Planard prend pour point de départ, en simplifiant l'intrigue en grandes lignes, le roman de Mérimée Chronique du règne de Charles IX, réquisitoire contre l'intolérance religieuse et les luttes fratricides, qui décrit d'une manière haute en couleur les jours qui précédèrent la Saint-Barthélémy, dans le style troubadour alors à la mode : entre comédie et drame, évoluent des personnages de cavaliers batailleurs et prétentieux (de fameux Cadets de Gascogne), des personnages secondaires truculents et une action pleine de rebondissements. Chasse royale, mariage secret, bal au Louvre, duel au Pré-aux-Clercs : un XVIe siècle reconstitué « à la manière d'un XIXe romantique », mais de façon assez scrupuleuse malgré quelques anachronismes (voir Chronique du règne de Charles IX). Avec le succès de Walter Scott, c'est en effet la mode des intrigues historiques et des romans de style troubadour.
Dans le roman, deux frères béarnais, le baron Bertrand de Mergy, protestant, et George de Mergy, converti au catholicisme, se retrouvent pris dans les guerres de religion, chacun dans un camp. Dans l'opéra-comique, le frère aîné disparaît : Marguerite de Valois, reine de Navarre, protège les amours de Bertrand de Mergy, épris d’Isabelle de Montal, qu'il connaît depuis son enfance mais que le roi a promis à son favori, le marquis de Comminges. Alors que la chasse royale passe par là, la Reine fait halte avec sa suite dans l'auberge du Pré-aux-Clercs de Girot. Nicette, la filleule de la reine qu'elle vient visiter, est en effet fiancée à Girot. Or le baron Bertrand de Mergy s'y est aussi arrêté, en route pour Paris depuis son Béarn natal. Isabelle de Montal retrouve donc son ami d'enfance qu'elle n'a pu oublier.
Le jeune Béarnais huguenot, amoureux d'une noble catholique, ne peut faire oublier sa religion tombée en disgrâce. Ils se marient cependant en secret avec l'aide et la protection de la Reine. Pour son aimée, Bertrand se bat en duel contre son rival, Comminges, et le tue. Le jeune baron de Mergy et sa nouvelle épousée Isabelle peuvent donc s’enfuir dans leur Béarn natal avec la bénédiction de la Reine Marguerite (ce qui se décale de l'intrigue de Mérimée, dont la fin reste ambiguë). Parallèlement, se déroulent les amours de Nicette, filleule de Marguerite de Navarre, et de Girot qui tient une auberge à Paris, au Pré-aux-Clercs. 

## Personnages
Marguerite de Valois, reine de Navarre
Isabelle de Montal, sa suivante
Girot, amant de Nicette, aubergiste
Nicette  Magal, filleule de la reine de Navarre
Baron Bertrand de Mergy, cadet béarnais, amant d'Isabelle
Comte de Comminges, favori du Roi à qui est promise Isabelle
Cantarelli
Un Brigadier, l'exempt du guet, deux Archers

## Réception
D'apparence légère et plaisante tant par l'intrigue, galante, et mêlant efficacité dramatique et pointes comiques ou truculentes, que par sa musique, gaie et vive, à l'orchestration dense et raffinée, cet opéra-comique délicieux gagne immédiatement un grand succès, le trio de l’acte trois est bissé. Malgré les réserves critiques, cet opéra se joue 1608 fois jusqu'en 1949 à l'Opéra Comique (soit le cinquième opéra le plus joué du répertoire de l’Opéra-Comique). Cet immense succès, presque contemporain des Huguenots de Meyerbeer, montre que l’œuvre entre parfaitement en résonance avec les préoccupations du temps et de nouvelles ambitions d'un genre prétendument léger. Jules Janin va jusqu’à faire mea culpa 37 ans après car il avait fait une critique dédaigneuse après la première.
Il est repris à l'Opéra-Comique pour la saison 2014-2015.

## Enregistrements
Collection « Opéra français » du Palazzetto Bru Zane (Ediciones Singulares) | 2 CD | 2016 | Volume 13 - CORO E ORQUESTRA GULBENKIAN, Paul McCreesh direction.